# Sebastian Seitner
Sebastian Seitner (* 8. Februar 1979) ist ein ehemaliger deutscher Handballspieler. Seine Körperlänge beträgt 1,91 m.
Seitner hat das Handballspielen bei der HSG Konstanz erlernt. Mit Konstanz stieg Seitner in der Saison 2000/01 aus der Regionalliga in die 2. Bundesliga auf. Von Konstanz wechselte Seitner 2002 zu Frisch Auf Göppingen. Mit Göppingen spielte Seitner in der Saison 2002/03 in der Bundesliga. Am Ende der Saison verließ Seitner Göppingen aus persönlichen Gründen und wechselte in die Schweiz zum TSV Kreuzlingen. Im November 2003 wurde Seitner von Kreuzlingen an seinen früheren Verein HSG Konstanz bis zum Saisonende im Juni 2004 ausgeliehen. In dieser Saison stieg Seitner mit Konstanz aus der 2. Bundesliga ab, blieb aber auch in den nächsten Spielzeiten bei der HSG in der Regionalliga. Zur Saison 2008/09 wechselte Seitner von Konstanz zum Zweitligisten TV Bittenfeld. Nach zwei Spielzeiten wechselte er im Sommer 2010 von Bittenfeld zum HV Stuttgarter Kickers in die Oberliga. Mitte Juli 2012 mussten die Stuttgarter den Spielbetrieb wegen Insolvenz einstellen, daher wechselte Seitner zum Drittligisten TSB Heilbronn-Horkheim. Am Ende der Saison 2013/14 hat Seitner in Horkheim seine aktive Spielerkarriere beendet.
Seitner bekleidete die Position eines rechten Rückraumspielers. Zudem galt er als guter Abwehrspieler.
Seitner hat ein abgeschlossenes Studium der Wirtschaftsinformatik.